# Cares de Lindos
Cares (en grec antic: Χάρης; Lindos, Rodes, segle iii aC) va ser un escultor de l'antiga Grècia natural de la polis de Lindos, a l'illa de Rodes, que es destacà en el treball del bronze. Era deixeble de Lisip. És considerat el fundador de l'escola ròdia d'escultura.
La seva obra principal era una estàtua d'Hèlios que, amb el nom de Colós de Rodes, va ser reconeguda com una de les set meravelles del món antic. En aquesta estàtua hi va treballar 12 anys (292 aC-280 aC) i va costar 300 talents obtinguts de la venda de les màquines de guerra que Demetri Poliorceta va deixar a l'illa quan en va aixecar el setge l'any 303 aC. L'estàtua va caure destruïda per un terratrèmol entre el 218 aC i el 227 aC (segons la fonts), i un oracle va advertir que no s'havia de reconstruir. Les restes van ser visibles a Rodes durant uns 923 anys, fins que el general del califa Osman, Muàwiya, les va vendre a un jueu d'Èmesa, que les va carregar amb 900 camells l'any 672.
Plini el Vell (XXXIV, 7) diu que va fer un cap colossal que Publi Corneli Lèntul, cònsol el 57 aC, va portar a Roma i va col·locar al Capitoli.